# P/2005 T5 Broughton
P/2005 T5 Broughton è una cometa periodica appartenente alla famiglia delle comete gioviane. È stata scoperta dall'astrofilo australiano John Broughton il 9 ottobre 2005 ma già al momento dell'annuncio ufficiale della sua scoperta erano state trovate immagini di prescoperta risalenti al 26 agosto 2005.